# 曹炳泰
曹炳泰，中华人民共和国政治人物、全国脱贫攻坚先进个人。

## 生平
曹炳泰任江苏省委驻响水县帮扶工作队原队长，江苏省人力资源和社会保障厅工伤保险处处长。因在脱贫攻坚战中作出突出贡献，2021年2月25日全国脱贫攻坚总结表彰大会上，曹炳泰被授予“全国脱贫攻坚先进个人”。